# 大阪市交通局1001形電車
大阪市交通局1001形電車（おおさかしこうつうきょく1001がたでんしゃ）とは、大阪市交通局が保有していた路面電車車両である。登場時期の違いによって、1920年 - 1921年にかけて製造された1001形（初代）と、1922年 - 1924年にかけて製造された1081形の2形式に分かれるが、このページでは両形式を併せて紹介する。

## 登場前史
明治・大正期の大阪市は、江戸期以来の日本経済の中心地であると同時に、明治以降には海岸部を中心に造船や機械などの重工業がいち早く立地したことから、「東洋のマンチェスター」と呼ばれる日本最大の工業都市となった。このように、大阪市では急速に近代都市への脱皮が進んだために、都市インフラの整備が求められるようになったことから、その財源のひとつとして電車事業に乗り出した。同時期の東京をはじめとした他都市では、民間企業が電車事業を行っていたが、大阪市では、「市電のような公共性の高い交通機関は営利中心の民間企業に任せるべきではなく、都市経営の一環として直営で運営すべきである」といった考えのもと、市直営で路面電車事業を開業した。つまり、最初に都市計画のマスタープランを定めて、それに沿いながら道路を拡幅して市電を敷設・開業し、その収益でまた道路を拡幅して市電を開業する、といったサイクルを繰り返すことで、1903年の市電第一期線の開業から10年あまりの間で主要幹線道路の拡幅と市電の建設を実施し、市電ネットワークの基礎を形作った。この手法は、後に「市営モンロー主義」として非難・嘲笑されるが、後年、東京をはじめとした各大都市の市内電車が市営化されたことでも分かるように、当時の脆弱な民間資本では都市の発展に応じて市電の路線延長を行うことや都市計画に沿った形で市電ネットワークを形成することは困難であった。しかし、大阪市では、市電の建設を都市計画の一環として行政主導で行ったことが、結果的に電車以外の都市インフラも含めた総合的な都市基盤整備につながったのである。
実際、市内中心部の南北線（四ツ橋筋）、東西線（長堀通）の開業以降、市電の乗客は増加し、これら第二期線に続いて堺筋線、曽根崎天満橋筋線、九条高津線、上本町線などの第三期線が開業する明治末年以降には、市電はすっかり市民の足として定着して、増える一方の利用客をさばくために、明治末期から大正の初めにかけてボギー車の501形、601形が登場した。その後も都市化が進む周辺地域に向けて第四期線の建設が進められようとしており、1001形は、このような時期に大阪市電初の大型3扉ボギー車として登場した。

## 1001形（初代）
1920年から1921年にかけて1001 - 1080の80両が製造された。

### 車体
鉄骨木造の13m級車体を備える。
窓配置はD(1)121(1)D(1)21(1)D（D：客用扉、(1)：戸袋窓、数字：窓数）で、中央に両開きの大形扉を設けている。
側窓は戸袋部を除いて1段下降式で、その上部には2枚分を1組としたゆるいアーチを描いた飾り窓が取り付けられていた。また、客用扉も前後扉は側窓に合わせた高さでアーチがかかり、中央扉は客用窓と同じく飾り窓付きであった。妻面は上部に飾り窓がついた3枚窓構成である。
屋根は片側面にトルペード（水雷）型ベンチレーターを8基備える深い二重屋根を採用する。
1001形の車体は各部の工作が手の込んだ立派な出来映えであったが、その反面、開口部の多い大型3扉車でありながらトラスロッドを装備しておらず剛性が不足するなど構造設計面での未熟が目立ち、就役開始後しばらくたつと車体の緩みや台枠の垂下が発生して、トラスロッドの追設をはじめ、車体の補強に追われることとなった。

### 主要機器

#### 主電動機
車体は大型化しているが、601形に搭載されたGE-67と同じ40馬力級のゼネラル・エレクトリック(GE)社製GE-247-Aを各台車に1基ずつ吊り掛け式で装架する。この電動機は低床台車に対応する初期の製品の1つである。

#### 制御器
製造当時の大阪市電気局で標準的に用いられていた、GE社製K-39C直接制御器を搭載する。

#### 台車
大阪市電としては初の低床式台車である、鍛造軸ばね式台車のJ.G.ブリル社製Brill 77Eを装着する。
この台車は軸距1.626mmで主電動機を内掛け式とし、現在のボルスタアンカーの始祖に当たるボルスター・ガイド（トラニオン）やグラジエートスプリングと呼ばれるコイルばねと重ね板ばねを巧妙に組み合わせた枕ばね機構、といった、当時ブリル社が特許を保有していた最新の機構を盛り込んで設計されたもので、その完成度の高さから本形式および1081形用として245両分が輸入されただけでなく、一部を簡略化し側枠を鋳鋼製に置き換えたデッドコピー品が901形用の神戸製鋼所製を皮切りに日本国内の各メーカーで戦後の1801形用まで約200両分が大阪市電気局→大阪市交通局向けとして製造された。

## 1081形
1001形（初代）の問題点を踏まえ、車体構造をはじめとした設計を改良の上で、1922年から1924年にかけて梅鉢鉄工所、楠木製作所、加藤車輌、日本車輌製造、藤永田造船所、田中車輛の6社によって1081 - 1250の170両が製造された。

### 車体
1001形（初代）の反省に鑑みて、台枠に当初からトラスロッドが取り付けられているなど、木骨木筋ながらも頑丈に作られていた。
側面・前面の窓配置に大きな変更はなかったが、屋根は外観上、少し深めのシングルルーフに変更されている。
もっとも、両端面を運転台の手前でカットして円弧状とし、前面から見ると二重屋根に見える独特の構造になっていたほか、内部も途中に段差のある二重屋根となっており、二重屋根からシングルルーフへ移行する過渡的形態であった。
屋根上にはがいこつ型ベンチレーターの異名を持つおわん型ベンチレーターを片側に6個ずつ取り付けていた。
また、端部の円弧中央には通風口が3つ設けられていて、前面からの換気に配慮していた。

### 主要機器
基本的には1001形のそれを踏襲する。
ただし、最後に竣工した1246 - 1250の5両についてはブリル社の製造キャパシティの不足からBrill 77Eの調達が叶わず、同じアメリカのテーラー・エレクトリック・トラック社(Tailor electric truck Co.)が製造した、テーラーRHを装着する。
このテーラーRHは鋳鋼製の軸箱部と形鋼による側枠を組み合わせ、低床台車ながら枕木方向にスイングする揺れ枕機構を巧妙に組み込んだものである。
テーラー台車は日本への輸入例は少なく、高速電車用では決して好評とは言い難かったが、このテーラーRHはその寸法的な制約と構造とが見事にマッチングして絶妙な乗り心地を実現、この揺れ枕機構に惚れ込んだ大阪市電気局は後継車種となる1501形の製造に当たって、住友製鋼所にその機構をほとんどそのままコピーしたKS-45-Lを製造させるほどの成功を収めることとなった。

## 1001形（初代）の鋼体化改造
先述したように、1001形（初代）は車体の垂下や緩みに悩まされていた。そこに1924年から営業を開始した民営の大阪乗合バス（青バス）との競争が激化し、更に昭和初期からは市バスも入ってきて三つ巴の競争が繰り広げられるようになった。こうしたことから市電の収益は低下、1931年には開業以来初の赤字決算となり、翌1932年には赤字幅が増大してしまった。こうしたことから大阪市電気局においても市電の経営合理化を迫られるようになり、人件費のかかる車掌2人乗務の3扉大型車を走らせるより、幹線以外の系統では少ない乗客に対応した2扉の中型車でバスを迎撃する方針に転換した。そこで、事故で車体を焼失した1044号の台車・電装品を活用して、1932年に中型ボギー車の801形への鋼体化改造を実施した。801形への改造は人件費や修繕費の節減につながり、合理化に寄与するだけでなく、車体の前後端を絞ったデザインが当時海軍が所有していた水雷艇に似ていたことから、市民から「水雷型電車」というあだ名を授けられるくらい親しまれるなどイメージアップにも一役買ったこともあったために鋼体化改造は鋭意推進され、80両全車が1936年までに801形と901形と同じ流線型の858形に改造され、1001形（初代）は消滅した。

## 戦前の代表車
残った1081形は両数も170両とボギー車の中では最大勢力を誇り、市電全車庫に配属されて各車庫の幹線系統を中心に運行されたことから、市内で幅広く見られる車両となった。その後、1941年には1001形（初代）の空番を埋める形で1001形1001 - 1170に改番された。
しかし太平洋戦争末期の大阪大空襲では、今里車庫以外の全車庫と福町車両工場が被災したことなどによって半数近い73両が焼失した。その後、1949年には戦災車の欠番を埋める形で、残存車両を1001 - 1097に改番した。この他の変化として、戦時中から戦後にかけて、ベンチレーターの個数を従来の片側6個から3 - 4個に減らした車両も存在したほか、おわん型ベンチレーターをガーランド型ベンチレーターに換装した車両も登場した。また、窓ガラスも戦中戦後の資材不足の時期では割れても補充が追いつかなかったことから、アーチのない飾り窓に取り替えられた車両も現れた。

## 更新

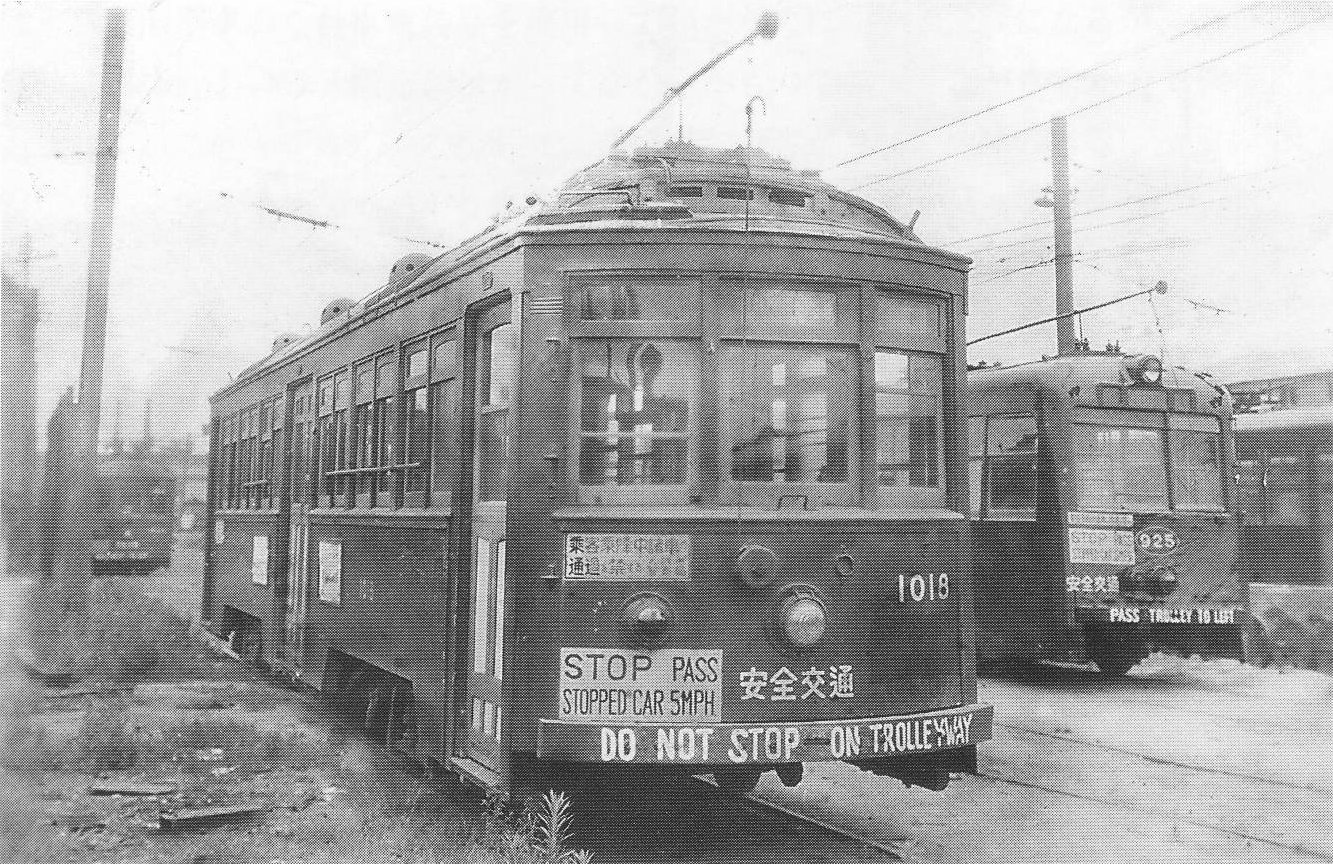
1018（1948年撮影）

戦時中と終戦直後の酷使に耐え、押し寄せる乗客をさばいていた1001形であるが、1950年代に入ると、戦後の復興期に続々登場した1711・1751形や1801形、2001形に比べると陳腐化は覆い隠せなくなっただけでなく、さすがの頑丈な車体も老朽化しており、車体の緩みが発生していたほか、走行中にドアが外れる事態も発生していた。また、1950年代に入ると、3人乗務の大型車についても昼間時間帯を中心に後部扉を閉め切って、2人乗務で前部と中部扉で客扱いを実施するようになり、1955年までに終日2人乗務となった。こうした状況の下で交通局も1001形の車体更新を計画し、試作車として、まず4両を1955年に2001形ベースの2501形に更新した。残る93両は同年から1958年にかけて2501形の成果を踏まえながらも、車体は2201、3001形ベースの2601形に更新され、姿を消した。ただし、テーラーRH台車は現在でも1台が森之宮車両工場内に保存されている。